# Cantwell Fada
Der Cantwell Fada (irisch Cantual Fada), „der lange Cantwell“, auch the long man of Kilfane, (deutsch „der lange Mann von Kilfane“) ist ein gut erhaltenes Hochrelief, das eine einmalige Antiquität aus dem Mittelalter Irlands darstellt. Es befindet sich an der Nordwand der Ruine der Kirche von Kilfane (Cill Pháin), deren Gründung auf das 14. Jahrhundert zurückgeht. Kilfane liegt in der Nähe von Thomastown im County Kilkenny.
Es ist eine 2,4 m lange Grabplatte aus Kalkstein mit dem Abbild eines auffallend großen Mannes in normannischer Ritterrüstung mit Kettenhemd. Die Cantwells waren nach der Ankunft der Normannen im Jahre 1169 Lords von Kilfane und den angrenzenden Bereichen.